# River Frome (vattendrag i Storbritannien, England, lat 52,03, long -2,63)
River Frome är ett vattendrag i Storbritannien.   Det ligger i riksdelen England, i den södra delen av landet, 180 km väster om huvudstaden London.